# Jozef Tóth (kněz)
Jozef Tóth (20. března 1925 Haniska – 10. dubna 2022 Prešov) byl slovenský řeckokatolický kněz, básník, spisovatel, pedagog, teolog.

## Život
Jeho otec Michal byl komorníkem u místního hraběte Zichyho. Matka Alžběta jako domácí vážně onemocněla a předčasně zemřela. Josef byl nejmladší ze tří sourozenců. Základní školu navštěvoval v rodné Hanisce, odkud jeho cesta směřovala na gymnázium do Košic (1938), kde v roce 1946 maturoval. Během druhé světové války (1944 – 1945), ještě během studia, mu jako narukovanému vojákovi, přitom přesvědčenému pacifistovi, hrozil trest smrti, kterému jen zázrakem unikl. Tento zážitek ho poznamenal na celý život. Po maturitě studoval teologii na Vysoké škole bohoslovecké v Košicích (1946 – 1948) a poté na Katolické bohoslovecké fakultě v Bratislavě (1948 – 1950).
Komunistický převrat v roce 1948 se dotkl i jeho. V roce 1950 byl internován do vojenských táborů nucených prací – PTP v Česku. Podle jeho slov to byla „černá Sorbona, univerzita, kde byl výkvět inteligence a charakterních lidí celého Československa“. Po více než třech letech se vrátil jako politicky nespolehlivý a v roce 1956 se oženil s Annou rodilou Borovskou, se kterou měl dceru Lucii a syna Michala. Během budování socialismu vystřídal několik zaměstnání, pracoval jako obchodní zástupce v š.p. Velkoobchod Košice, naposledy jako korektor ve Východoslovenských tiskárnách š.p. Košice. Vysvěcený za kněze byl neveřejně 23. února 1969 v Košicích. Z pověření ordináře prešovské řeckokatolické eparchie Mons. Jána Hirky připravoval budoucí kněze v nepřejících podmínkách totality.
Po pádu totality byl v roce 1990 při zakládání Řeckokatolické bohoslovecké fakulty UPJŠ se sídlem v Prešově. Na fakultě jako první získal titul magistr (Mgr.), na který musel kvůli politické situaci čekat 40 let. V dalších letech se významně podílel na budování nově založené fakulty. Jako teolog přednášel a byl také proděkanem a vedoucím katedry dogmaticko-morální teologie. V roce 1992 mu papež Jan Pavel II. udělil titul Monsignor.
V roce 1995 odešel do důchodu a žil v Košicích. V té době se mu podařilo dokončit své básnické dílo s názvem Žalmy na rozhraní tisíciletí, kde na pozadí myšlenkového obsahu 150 biblických žalmů sestavil vlastní básně a žalmy. Do povědomí literární obce se dostal vydáním souborného díla ve dvou svazcích (Poezie a Próza) pod editorstvím spirituálního básníka Teodora Křižky. Podle literárních kritiků Jozef Tóth svým básnickým naturelem nemá ve slovenské poezii protějšekt ani časovou paralelu. Byl a zůstává umělcem slova, který svou tvorbou přesahuje hranice své vlasti.
V roce 2008 mu prešovský arcibiskup Ján Babjak udělil titul protojerej s právem nosit zlatý kříž. U příležitosti oslav 130. výročí od vzniku Teologické akademie v Prešově obdržel prestižní akademické ocenění Dr. honoris causa za přínos v teologické vědě, křesťansky orientované literatuře a kulturně-umělecký přínos pro celou společnost.

## Dílo
- 1995 – Človek Jób hovorí s diablom. Evanjelium apoštola Judáša.
- 1995 – Piesne zo Solúna. (vydaná už v období totality jako samizdat)
- 1995 – Spev košického tria.
- 1997 – Dary zo Solúna.
- 1999 – Duchovné piesne.
- 2006 – Žalmy na rozhraní tisícročí.
- 2010 – Poézia a próza. (poetické zbierky: Slnko pod zemou, Posolstvo a Babylonské piesne, miniromán Ďuro Čečko)
- 2010 - Posväcovanie
- Príležitostné básne
- Filozoficko – teologické příspěvky (publikované v: Slovo, Kultúra, Verbum, Listy Pavla Straussa)